# Sneakin' Sally Through the Alley (canción)
«Sneakin' Sally Through the Alley» es una canción del cantante británico de rock Robert Palmer, publicada como sencillo en 1975 a través de Island Records. Escrita por el estadounidense Allen Toussaint, la primera grabación la realizó Lee Dorsey en su disco Yes We Can de 1971. En 1974, Palmer decidió versionarla para su primer disco solista, llamado precisamente Sneakin' Sally Through the Alley.

## Composición y grabación
«Sneakin' Sally Through the Alley» la escribió el estadounidense Allen Toussaint y la primera grabación la realizó Lee Dorsey para su disco Yes We Can de 1971. En 1974, durante la preproducción del álbum debut de Palmer, llamado precisamente Sneakin' Sally Through the Alley —pues tomó el nombre de la canción— el cantante decidió versionarla. De acuerdo con la revista Cashbox, la voz de Palmer demuestra «un control y una moderación increíble, ya que suena áspera pero no autoritaria».
Para la grabación realizada en 1974 en el estudio Sean Saint de Nueva Orleans —propiedad de Toussaint—, el británico contó con la participación del guitarrista de Little Feat, Lowell George, y de los miembros de The Meters: Art Neville (teclados), Leo Nocentelli (guitarra), George Porter, Jr. (bajo) y Ziggy Modeliste (batería).

## Lanzamiento y recepción comercial
«Sneakin' Sally Trough the Alley» salió a la venta como el único sencillo del álbum en 1975, a través de Island Records. Editado en el formato vinilo de 7", el lado B del disco lo ocupó la canción «Epidemic», escrita por Palmer. Su éxito recayó únicamente en los Estados Unidos, pues logró el puesto 95 en la lista Top 100 Singles de Cashbox, mientras que en el Top Singles de Record World logró el 145. Según la revista Billboard, la canción había recibió un fuerte airplay en las radios estadounidenses.

## Posicionamiento en listas musicales
| País           | Lista (1975)                 | Posición |
| -------------- | ---------------------------- | -------- |
| Estados Unidos | Cashbox Top 100 Singles      | 95       |
| Estados Unidos | Record World Top 100 Singles | 145      |

## Músicos
- Robert Palmer: voz y coros
- Lowell George: guitarra
- Art Neville: teclados
- Leo Nocentelli: guitarra
- George Porter, Jr.: bajo
- Ziggy Modeliste: batería